# Joseph Bové

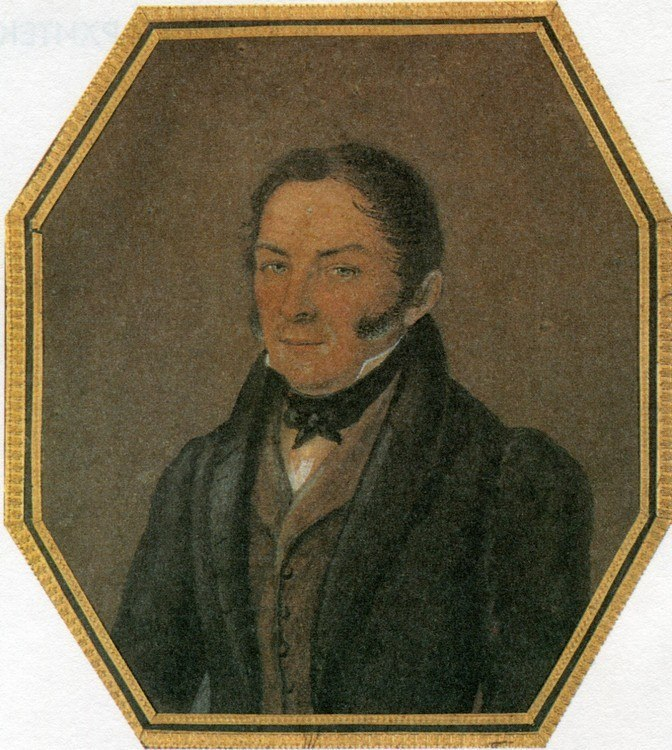
Joseph Bové

Joseph Bové (oft auch Ossip Iwanowitsch Bowe von russisch О́сип Ива́нович Бове́ oder italienisch Giuseppe Bova; * 24. Oktoberjul. / 4. November 1784greg. in Sankt Petersburg; † 16. Junijul. / 28. Juni 1834greg. in Moskau) war ein russischer Architekt und Stadtbaumeister italienischer Abstammung. Berühmt wurde er vor allem durch seinen Beitrag beim Wiederaufbau Moskaus, nachdem dessen große Teile während des Krieges gegen Napoleon 1812 abgebrannt waren. Bis heute sind mehrere von Bové entworfene Bauwerke erhalten geblieben.

## Biografie
Bové wurde in der damaligen kaiserlich-russischen Hauptstadt Sankt Petersburg als Sohn von Vincenzo Giovanni Bova (nach russischem Sprachgebrauch Iwan Bowe) geboren, eines in Russland lebenden neapolitanischen Malers. Er entdeckte frühzeitig sein Interesse für Architektur und nahm im Alter von 18 Jahren ein Studium an der Baumeisterschule des Moskauer Kremls auf. Bereits während des Studiums war er an Stadtbaumaßnahmen in Moskau beteiligt. 1807 schloss er die Schule ab und arbeitete zunächst in Moskau und in Twer unter Leitung der damals renommierten Architekten Matwei Kasakow und Carlo Rossi.

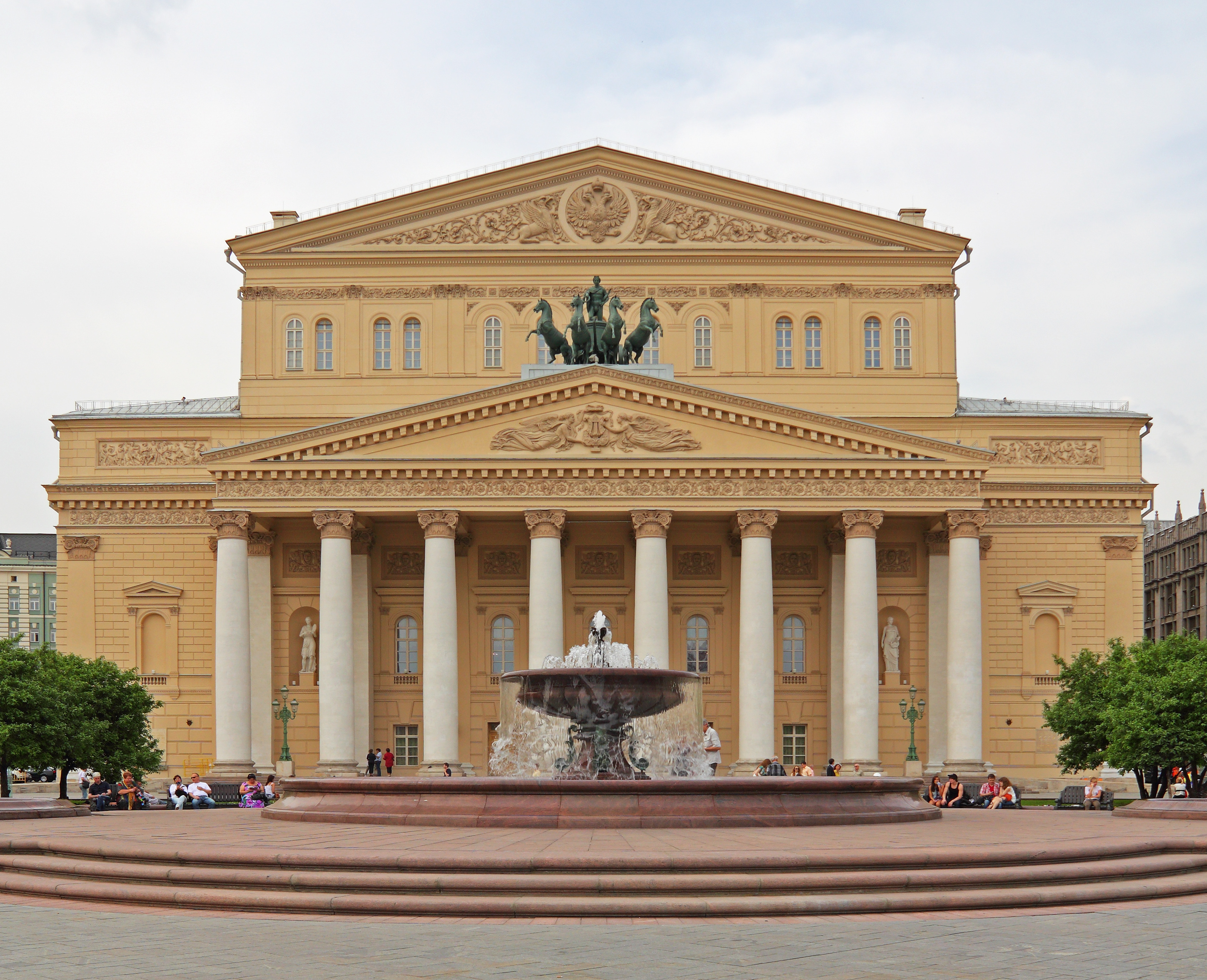
Das Gebäude des Bolschoi-Theaters

Nach dem Moskauer Großbrand im Jahre 1812, als viele Stadtbewohner ihre zumeist hölzernen Häuser vor den anrückenden französischen Truppen verlassen und in Brand gesteckt hatten, waren etwa zwei Drittel aller Wohngebäude der Stadt und auch Tausende von öffentlichen Gebäuden vollständig zerstört worden. Um den Wiederaufbau der Stadt zu koordinieren, wurde nach dem Krieg eine spezielle Kommission eingerichtet, in der mehrere Architekten mit Entwurf neuer Gebäude jeweils auf bestimmten Abschnitten des Stadtgebiets beauftragt wurden. Bové arbeitete seit 1813 in dieser Kommission und wurde dort in den zentralen Bereich der Stadt, der die Gegend rund um den Kreml und die Twerskaja-Straße umfasste, eingeteilt. In dieser Funktion wirkte er auch an der Erarbeitung eines Generalplans für den Wiederaufbau Moskaus mit, der 1817 festgeschrieben wurde. Unter Leitung Bovés wurden mehrere bekannte Plätze im historischen Stadtkern Moskaus rund um den Kreml neu bebaut – darunter der Rote Platz und der ein paar hundert Meter weiter nördlich liegende Theaterplatz. Am ersteren entstand nach Entwürfen Bovés ab 1816 das Gebäude der Oberen Handelsreihen, der Vorläufer des 1893 an der gleichen Stelle erbauten heutigen Warenhauses GUM; am Theaterplatz wurde wenig später das bis heute erhaltene klassizistische Gebäude des Bolschoi-Theaters errichtet – das bis heute wohl berühmteste Bauwerk Joseph Bovés.
Bové erhielt von der Petersburger Kunstakademie im Jahr 1816 offiziell den Architektentitel. In den 1820er- und 1830er-Jahren wurden in Moskau auch mehrere Kirchengebäude nach seinen Entwürfen erbaut.

## Bauwerke (Auswahl)
- Alexandergarten (1820–1822)
- Bolschoi-Theater (1821–1824)
- Manege (1824–1825)

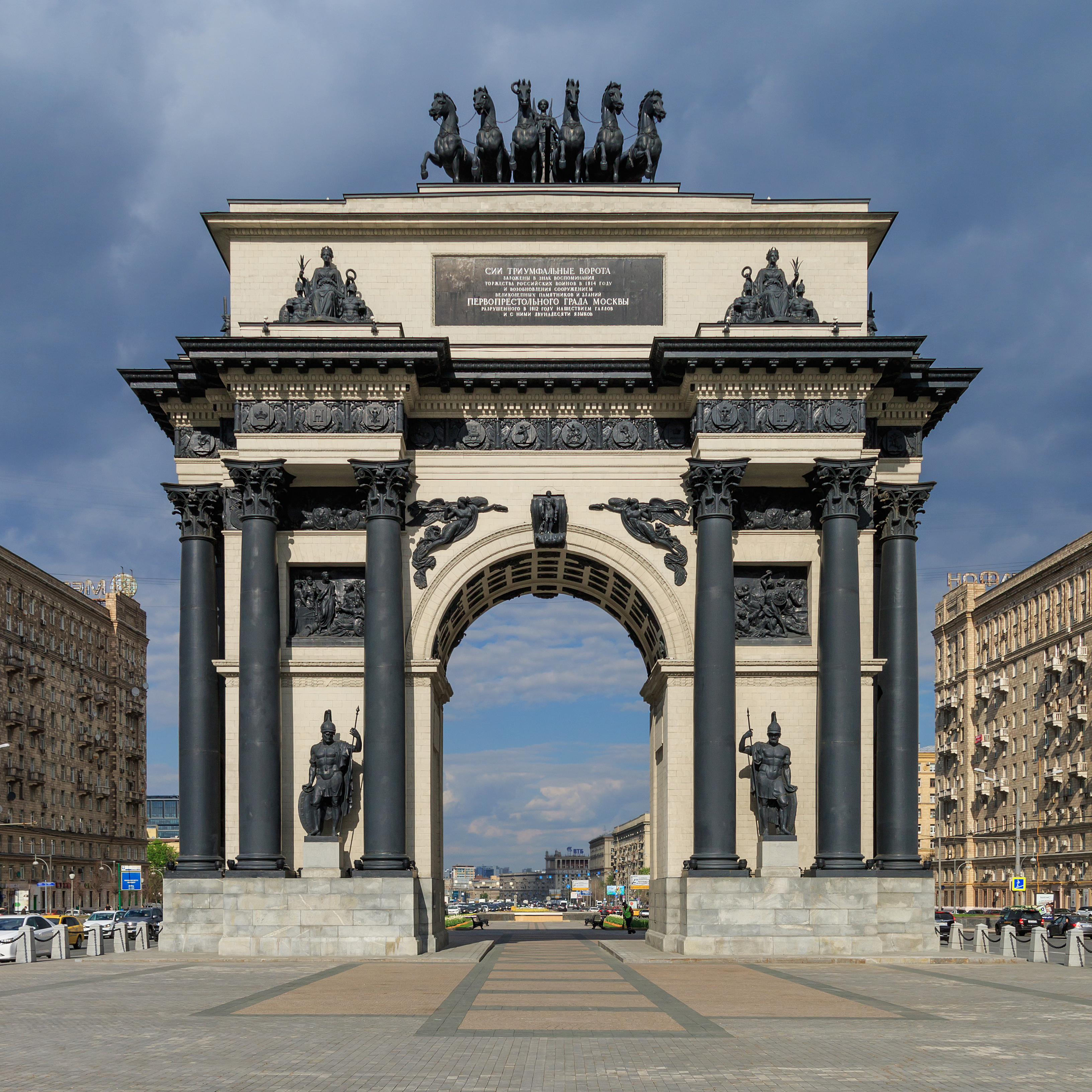
Bovés Triumphbogen

- Triumphbogen (1827–1834; stand ursprünglich an der Twerskaja-Straße, heute am Kutusowski-Prospekt)
- Erstes Städtisches Krankenhaus (1828–1833)